# Enniskillen
Enniskillen (irisch Inis Ceithleann, dt. „die Insel von Cethlionn“) ist eine Stadt in Nordirland. Sie war der Verwaltungssitz der historischen Grafschaft Fermanagh und ist nunmehr einer der beiden Verwaltungssitze des Distrikts Fermanagh and Omagh. Die Stadt liegt auf einer Insel, die die beiden Teile des Lough Erne trennt – den kleineren Upper Lough vom deutlich größeren Lower Lough. Der Kanal „Shannon-Erne Waterway“ stellt die Verbindung über 16 Schleusen zum Shannon her. Er wurde 1993 wieder eröffnet. In Enniskillen befindet sich auch der Hauptsitz der bi-nationalen Behörde Waterways Ireland.
Mit 13.790 Einwohnern (2011) ist Enniskillen die größte Stadt und das wirtschaftliche Zentrum der Grafschaft. Beim Census 2001 waren 61,5 % der Einwohner katholisch und 36,3 % protestantisch.

## Geschichte
Das älteste Gebäude der Stadt ist Enniskillen Castle, erbaut um 1415 von Hugh Maguire. Ein Erdwall, der Skonce am Ufer des Lough Erne, ist möglicherweise der Rest einer noch älteren, normannischen Festung. Die strategische Lage der Burg machte ihre Einnahme für die Engländer im Jahr 1593 wichtig, um ihre Pläne zur Kontrolle von Ulster zu unterstützen. In den Jahren 1594–95 wurde die Burg dreimal belagert. Die Engländer, angeführt von Captain John Dowdall, eroberten sie im Februar 1594. Daraufhin belagerte Maguire die Burg und besiegte eine Söldnertruppe in der Schlacht an der Ford of the Biscuits an der Drumane Bridge am Fluss Arney. Obwohl die Verteidiger vertrieben wurden, gelangte Maguire von 1595 bis 1598 wieder in den Besitz der Burg, die erst 1607 endgültig von den Engländern eingenommen wurde.
Dies war eine umfassendere Kampagne, mit der Ulster unter englische Kontrolle gebracht werden sollte. Auf die endgültige Einnahme von Enniskillen Castle im Jahr 1607 folgte die Plantation of Ulster, bei der Grundeigentum der irischen Bevölkerung beschlagnahmt und an der englischen Krone treu ergebene Pflanzer übergeben wurden. Die Maguires wurden durch den aus Devon (England) stammenden William Cole verdrängt, der 1612 von Jakob I. (England) mit dem Aufbau einer englischen Siedlung beauftragt wurde.
Captain Cole wurde als Statthalter eingesetzt, verstärkte die Burgmauern und baute auf den alten Fundamenten ein „Fair House“ als Mittelpunkt der Kreisstadt. Die erste protestantische Pfarrkirche wurde 1627 auf der Bergkuppe erbaut. Um 1630 hatte die Stadt etwa 180 Einwohner, hauptsächlich englische und schottische Siedler. 1643 wurde die Royal Free School of Fermanagh auf die Insel verlegt. Die ersten Brücken waren Zugbrücken; feste Brücken wurden erst 1688 errichtet.
Bis 1689 war die Stadt erheblich gewachsen. Während des Konflikts, der durch die Absetzung von König Jakob II. durch seinen protestantischen Rivalen Wilhelm III. ausgelöst wurde, waren Enniskillen und Derry der Brennpunkt des wilhelminischen Widerstands in Irland, einschließlich der nahe gelegenen Schlacht von Newtownbutler.
Der heutige Standort des Fermanagh College (jetzt Teil des South West College) war das ehemalige Gefängnis von Enniskillen. Während der Zeit der öffentlichen Hinrichtungen wurden auf dem Platz viele Menschen verurteilt und gehängt. Ein Teil des alten Gefängnisses wird immer noch vom College genutzt. Das Rathaus von Enniskillen wurde von William Scott entworfen und 1901 fertiggestellt.
Enniskillen und Derry waren die beiden Garnisonen in Ulster, die nicht vollständig loyal zu Jakob II. waren, und Enniskillen war die letzte Stadt, die vor der Belagerung von Derry fiel. Als unmittelbare Folge dieses Konflikts entwickelte sich Enniskillen nicht nur zu einer Marktstadt, sondern zu einer Garnison, in der zwei Regimenter, die Royal Inniskilling Fusiliers und die 5th Royal Inniskilling Dragoon Guards, stationiert wurden.
Enniskillen war bis 1987 vom Nordirland-Konflikt weitgehend unberührt geblieben; im November des Jahres tötete dann eine Bombe elf Zivilisten. Die IRA bekannte sich zu dem Anschlag, räumte aber ein, einen Fehler gemacht zu haben, da die Bombe britischen Soldaten gegolten habe, aber zu früh explodiert sei. Fünfzehn Jahre später wurde am Ort des Geschehens das Clinton Centre eröffnet, in dem unter anderem eine der sechs Jugendherbergen Nordirlands untergebracht ist.
Im Juni 2013 war Enniskillen Austragungsort des G8-Gipfels, für welchen im nordirischen Enniskillen die britische Regierung leerstehende Geschäftslokale mit Fototapeten bekleben ließ, um geschäftiges Treiben vorzuspiegeln. Es wurde daher als Potemkinsches Dorf bezeichnet.

## Bildung
In Enniskillen befand sich die 1618 gegründete und 2016 geschlossene Schule Portora Royal School mit Internat. Infolgedessen verbrachten einige spätere Berühmtheiten einen Teil ihrer Jugend in der Stadt; darunter James Gamble, Oscar Wilde und Samuel Beckett.

## Sehenswert
- Sankt-Macartin-Kathedrale, der Sitz des Bistums Clogher der Church of Ireland, mit einem bemerkenswerten Turm[12]
- Ardhowen Theatre
- Cole’s Monument

## Städtepartnerschaft
- Bielefeld (ursprünglich mit dem Stadtbezirk Bielefeld-Brackwede), Nordrhein-Westfalen, Deutschland, seit 1958

## Söhne und Töchter der Stadt
- Johann Sigismund Macquire von Inniskillen (1710 oder 1711–1767), k.u.k. Generalfeldzeugmeister
- James Gamble (1803–1891), Seifensieder und Industrieller, einer der Namensgeber von Procter & Gamble
- George Fowler Hastings (1813 oder 1814–1876), britischer Seeoffizier der Royal Navy
- Edward Falles Spence (1832–1892), US-amerikanischer Politiker, Bürgermeister der Stadt Los Angeles
- Bobby Kerr (1882–1963), Leichtathlet, Olympiasieger und Sportfunktionär
- Charles Duff (1894–1966), Schriftsteller, Übersetzer und Herausgeber
- Denis Parsons Burkitt (1911–1993), Chirurg und Tropenmediziner
- Joan Trimble (1915–2000), Komponistin und Pianistin
- Dermot Patrick O’Mahony (1935–2015), Weihbischof in Dublin
- Robert Ian Moore (1941–2025), Mediävist
- Terence Irwin (* 1947), Philosophiehistoriker
- Owen Carron (* 1953), Politiker, Abgeordneter des britischen Unterhauses
- Jim Cleary (* 1956), Fußballspieler
- Adrian Dunbar (* 1958), Schauspieler
- Arlene Foster (* 1970), Politikerin
- Brendan Dolan (* 1973), Dartprofi
- Aislin McGuckin (* 1974), Schauspielerin
- Ciarán McMenamin (* 1975), Schauspieler
- Roy Carroll (* 1977), Torwart der nordirischen Fußballnationalmannschaft
- Michael McGovern (* 1984), Fußballspieler
- Kyle Lafferty (* 1987), Fußballspieler
- Grant Hutchinson (* 1989), Fußballspieler
- Andrew Little (* 1989), Fußballspieler
- Sommer Lecky (* 2000), irische Hochspringerin
- Nathan Timoney (* 2000), irischer Ruderer